# Julián García Valverde
Julián García Valverde (ur. 20 marca 1946 w Madrycie) – hiszpański ekonomista, przedsiębiorca i polityk, prezes RENFE (1985–1991), minister zdrowia i konsumentów (1991–1992).

## Życiorys
Z wykształcenia ekonomista, absolwent Uniwersytetu Complutense w Madrycie. Ukończył też stosunki międzynarodowe na Georgetown University oraz zarządzanie inwestycjami i finansami przedsiębiorstw w London Business School. Pracował w ramach korpusu ekonomistów państwowych, pełnił różne funkcje w ministerstwie przemysłu i energii. Wykładał również mikroekonomię na Universidad Autónoma de Madrid.
W 1974 został członkiem Hiszpańskiej Socjalistycznej Partii Robotniczej (PSOE). W 1983 objął funkcję wiceprezesa holdingu przemysłowego Instituto Nacional de Industria, następnie został jednym z wicedyrektorów w Telefónice. W latach 1985–1991 zajmował stanowisko prezesa państwowego przewoźnika kolejowego RENFE. Od marca 1991 do stycznia 1992 sprawował urząd ministra w trzecim gabinecie Felipe Gonzáleza. Powołany następnie na radcę handlowego w ambasadzie Hiszpanii w Londynie.
Później związany z sektorem prywatnym. Założył i objął funkcję prezesa przedsiębiorstwa budowlanego Imathia, a także został prezesem firmy doradczej Consultrans.